# Kołodianka
Kołodianka (ukr. Колодянка) – wieś na Ukrainie, w obwodzie żytomierskim, w rejonie zwiahelskim. W 2001 roku liczyła 833 mieszkańców.
Znajduje tu się stacja kolejowa Kołodianka, położona na linii Zwiahel – Szepetówka.